# Campeonato de Wimbledon 1886
La edición 10.º del Campeonato de Wimbledon se celebró entre el 3 de julio y el 17 de julio de 1886 en las pistas del All England Lawn Tennis and Croquet Club de Wimbledon, Londres, Inglaterra.
El cuadro individual masculino lo iniciaron 30 jugadores mientras que el femenino lo iniciaron 8 tenistas.

## Hechos destacados
En la competición individual masculina se impuso el británico William Renshaw logrando el sexto título que obtendría en el torneo al imponerse en la final al británico Herbert Lawford.
En la competición individual femenina la victoria fue para la británica Blanche Bingley logrando el primer título que obtendría en Wimbledon al imponerse a la británica Maud Watson.

## Palmarés
| Seniors              | Vencedor                       | Resultado          | Finalista                    | Finalista |
| -------------------- | ------------------------------ | ------------------ | ---------------------------- | --------- |
| Individual masculino | William Renshaw                | 6–0, 5–7, 6–3, 6–4 | Herbert Lawford              |           |
| Individual femenino  | Blanche Bingley                | 6–3, 6–3           | Maud Watson                  |           |
| Dobles masculino     | William Renshaw Ernest Renshaw | 6–3, 6–3, 4–6, 7–5 | Claude Farrer Arthur Stanley |           |

## Cuadros Finales

### Torneo individual  femenino
| Predecesor: 1885                                       | Campeonato de Wimbledon 1886 | Sucesor: 1887                                       |
| Predecesor: Campeonato nacional de Estados Unidos 1885 | Grand Slam 1886              | Sucesor: Campeonato nacional de Estados Unidos 1886 |

- Datos: Q47220